# Zoopage toechospora
Zoopage toechospora är en svampart som beskrevs av Drechsler 1947. Zoopage toechospora ingår i släktet Zoopage och familjen Zoopagaceae.   Inga underarter finns listade i Catalogue of Life.